# Kaiser-Fleetwings XBTK
Kaiser-Fleetwings XBTK – prototypowy, amerykański, pokładowy samolot bombowo-torpedowy zaprojektowany w latach II wojny światowej przez wytwórnię Fleetwings Division of Kaiser Cargo Inc. Po wybudowaniu 5 egzemplarzy, wobec zakończenia wojny cały projekt został anulowany.

## Historia
Fiasko zastosowania maszyn Douglas BTD Destroyer w roli pokładowych samolotów torpedowo-bombowych jak również wstrzymanie budowy dużych lotniskowców typu Midway spowodowały, że Bureau of Aeronautics (Biuro Aeronautyki US Navy) rozpoczęło poszukiwania konstrukcji na tyle lekkich, że mogłyby operować z pokładów lotniskowców typu Essex. Jedną z prób otrzymania takiej maszyny była konstrukcja XBTK. Zrezygnowano w niej z możliwości przenoszenia torped, tworząc samolot bombowy. Cały ładunek miał być przenoszony na zewnętrznych węzłach uzbrojenia. W konstrukcji nowej maszyny na szeroką skalę planowano zamiast aluminium użyć stali stopowych. Było to o tyle prostsze, że materiał nie był deficytowy i był dostępny w stoczniach właściciela wytwórni, Henry'ego J. Kaisera.
W styczniu 1944 roku Biuro Aeronautyki zaakceptowało formalnie wykorzystanie nowego materiału a 12 lutego tego samego roku zamówiono trzy samoloty prototypowe: dwa do badań w locie i jeden do prób statycznych. Samolot otrzymał oznaczenia XBK-1. Do końca maja 1944 roku przedstawiciele Biura Aeronautyki dokonali odbioru makiety nowego samolotu. 7 lipca tego samego roku wytwórnia otrzymała szczegółowe warunki techniczne SD-367, jakie musi spełniać konstrukcja. Pomimo tego w listopadzie 1944 roku dokonano zmiany w wymaganiach, decydując się na uzbrojenie samolotu również w torpedę. Zadanie było o tyle trudne, iż w jedynym miejscu, w którym można było podwiesić ładunek, pod kadłubem, znajdował się jeden z trzech kanałów odprowadzających spaliny z silnika. Podwieszenie torpedy pod skrzydłem wymagało użycia dwóch ładunków (aby zrównoważyć płatowiec) po obu stronach kadłuba, co radykalnie zwiększało masę samolotu a tym samym obniżało jego parametry lotu. Rozwiązaniem miało być zbudowanie specjalnego, podkadłubowego wyrzutnika torpedy.
8 lutego 1945 roku samolot otrzymał nowe oznaczenie, bombowo-torpedowe XBTK-1. Kilka miesięcy wcześniej, 7 października 1944 roku, zwiększono zamówienie do 22 egzemplarzy. Dużo uwagi podczas prac projektowych poświęcono maksymalnemu odciążeniu całej konstrukcji. Wynikające z tego badania wytrzymałościowe oraz brak doświadczenia wytwórni w projektowaniu tego typu maszyn spowodowały przesunięcie terminu oblotu prototypu. Początkowo zakładano pesymistycznie, że samolot będzie gotowy do pierwszego lotu w grudniu 1944 roku. Oblot gotowego prototypu odbył się dopiero 12 kwietnia 1945 roku.
Wstępne badania w locie ujawniły szereg problemów. Samolot wpadał w wibracje, kanały odprowadzające spaliny i powietrze chłodzące silnik umieszczone wzdłuż kadłuba nadmiernie ogrzewały instalacje umieszczone za silnikiem, a podczas rozruchu i podgrzewania silnika drastycznie zwiększały temperaturę wewnątrz kabiny pilota. Wychylanie lotek przez pilota wymagało od niego dużej siły, samolot miał również tendencję do zwisu na prawe skrzydło. Na ujawnione w locie problemy nałożyły się wyniki prób statycznych, które wskazywały na potrzebę dokonania wielu wzmocnień całej konstrukcji płatowca, których z powodu zaawansowania prac nad dwoma egzemplarzami prototypowymi nie udało się wprowadzić przed dziewiczym lotem. W pierwszej kolejności Biuro Aeronautyki zaleciło przekonstruowanie wylotów spalin i powietrza chłodzącego z silnika. W pierwszym egzemplarzu prototypowym wymieniono również silnik na nieco mocniejszą jednostkę Pratt & Whitney R-2800-34W o mocy 1566 kW.
8 sierpnia 1945 roku zmodyfikowany samolot przybył do Naval Air Test Center w Patuxent River w celu przeprowadzenia dalszych prób. Ich przebieg ujawnił doskonałe charakterystyki samolotu w locie nurkowym, ale również nadmierną skłonność do przeciągnięcia przy lądowaniu ze zdławionym silnikiem. Pomimo zastosowania w konstrukcji samolotu stali stopowych, maszyna okazała się również wyjątkowo lekka. 9 listopada 1945 roku oficjalnie zakończono próby, których rezultatem było zalecenie wprowadzenia 19 zmian konstrukcyjnych. Zakończenie wojny na Pacyfiku oraz zmniejszenie zamówienia z 22 do zaledwie 5 egzemplarzy spowodowało rezygnację z kontynuowania dalszych prac 3 sierpnia 1946 roku.

## Konstrukcja
XBTK-1 był wolnonośnym, jednoosobowym dolnopłatem. Elementy narażone na duże obciążenia jak również większość pokrycia samolotu wykonano ze stali stopowych o wysokiej wytrzymałości. Do napędu prototypu wybrano silnik gwiazdowy Pratt & Whitney R-2800-22W zastąpiony mocniejszą jednostką Pratt & Whitney R-2800-34W z czterołopatowym śmigłem, z wtryskiem mieszanki wody i metanolu do cylindrów w celu krótkotrwałego zwiększenia mocy jednostki napędowej. Podwozie trójzespołowe, chowane z kółkiem ogonowym. Wzdłuż burt samolotu oraz pod kadłubem umieszczono kanały odprowadzające spaliny silnikowe oraz chłodzące silnik powietrze. Ich wyloty znajdowały się za kabina pilota. Na kadłubie umieszczono dużą płetwę grzbietową płynnie przechodzącą w statecznik pionowy. W jego 1/3 wysokości znajdował się statecznik poziomy.

## Uzbrojenie
Samolot uzbrojony był w dwa 20 mm działka znajdujące się na skrzydłach po obu stronach kadłuba. Maszyna nie miała wewnętrznej komory uzbrojenia, cały ładunek przenoszony był na węzłach podskrzydłowych i specjalnym wyrzutniki podkadłubowym. Samolot mógł przenosić do 1814 kg ładunku bomb, jedną torpedę podwieszaną pod kadłubem oraz osiem 127 mm rakiet. 